# WARC (format de fitxer)
|  | No s'ha de confondre amb ARC (file format). |

El format d'arxiu WARC (Web Archive) especifica un mètode per combinar diversos recursos digitals en un fitxer d'arxiu agregat juntament amb informació relacionada. El format WARC és una revisió del format de fitxer ARC_IA d'⁣Internet Archive que s'ha utilitzat tradicionalment per emmagatzemar "exploracions web" com a seqüències de blocs de contingut recollits de la World Wide Web. El format WARC pretén generalitzar un format per donar suport millor a les necessitats de recollida, accés i intercanvi de les organitzacions d'arxiu. A més del contingut principal registrat en el moment, la revisió inclou contingut secundari relacionat, com ara metadades assignades, esdeveniments de detecció duplicats abreujats (vegeu §7.6 "revisita") i transformacions posteriors. El format WARC s'inspira en fluxos HTTP/1.0, amb una capçalera similar i l'ús de CRLF com a delimitadors, el que el fa molt propici per a les implementacions de rastrejadors.

Especificat per primera vegada el 2008, WARC és ara reconegut per la majoria dels sistemes de biblioteques nacionals com l'estàndard a seguir per a l'arxiu de pàgines web.

## Programari
- Arxivador web Heritrix amb Java
- GNU Wget (des de la versió 1.14)
- Conifer, abans Webrecorder
- StormCrawler
- Nutch
- libarchive